# یوسف‌جرد
یوسف‌جرد، روستایی از توابع بخش مرکزی شهرستان سنقر در استان کرمانشاه ایران است.روستای یوسف‌جرد در۲۲ کیلومتری شهرستان سنقر از توابع استان کرمانشاه قرار دارد.این روستا در شمال شرق سنقر قرار دارد وحدودا ۲۰۰۰ متر از سطح دریا ارتفاع دارد و دارای آب و هوای سرد معتدل کوهستانی است.شغل اصلی مردم این روستا کشاورزی ودام پروری است.

## جمعیت
این روستا در دهستان باوله قرار دارد و براساس سرشماری مرکز آمار ایران در سال ۱۴۰۳، جمعیت آن ۷۰۰ نفر بوده‌ است. از جاهای دیدنی یوسفجرد می‌توان گفت:سراب یوسفجرد، تپه باوله،تپه گردی،حمام تاریخی یوسفجرد۰